# Інокентій Біда
Інокентій Біда (в миру Дмитро Біда; 1881, село Мойсенці, Золотоніський повіт, Полтавская губернія — 6 січня 1928, Соловецький табір особливого призначення) — український релігійний діяч, святий Відомства православного сповідання Російської імперії, шанований серед ликів преподобномучеників. Репресований більшовицькою окупаційною владою.
Прославлений у Соборі Новомучеників Російських Архієрейським Собором у 2000 році.

## Життєпис
Народився у селі Мойсенці Золотоніського повіту Полтавської губернії у козацькій родині.
Закінчив однокласне народне училище у селі Мойсенці. Вступив до монастиря.
1 червня 1908 року в Омському архієрейському домі прийняв чернечий постриг з ім'ям Інокентій.
20 червня 1908 року висвячений на диякона, 25 березня 1909  — в ієрея. 8 грудня 1910 року призначений благочинним монастирів Омської єпархії.
Став келейником єпископа Старицького Петра Зверєва, що був вікарієм Тверської єпархії. У 1923 році, після арешту єпископа, поїхав на батьківщину, у Полтавськую губернію.
Після визволення Петра Зверєва і призначення його на Воронезьку кафедру Інокентій поїхав разом з ним.
Був зведений в сан архімандрита, служив настоятелем Акатового Олексіївого монастиря.
Інокентій був заарештований по справі архієпископа Петра 17 грудня 1926 року Воронезьким ОГПУ, переведений у Луб'янську тюрму.
22 березня 1927 року отримав вирок — три роки позбавлення волі.
Наприкінці квітня відправлений у концтабір на Соловках.
У жовтні 1927 року тяжко захворів, а 6 січня 1928 року помер.